# X.Org Server
X.Org (X11) is een referentie-implementatie van het X Window System en een afsplitsing van XFree86, die is ontstaan nadat de opensourcelicentie van XFree86 veranderde. De eerste versie van X.Org was gebaseerd op XFree86 4.4 RC 2. Veel XFree86-ontwikkelaars voegden zich bij het X.Org-project. Dat is ook een van de redenen dat de ontwikkeling van XFree86 nu bijna helemaal stilstaat. X.Org is geschreven in de programmeertaal C.
De X.Org Server is populair bij opensource-Unix-achtige besturingssystemen, waaronder de meeste Linux- en BSD-varianten. Het maakt ook deel uit van Solaris. De X.Org Server wordt ook gebruikt in Cygwin/X, de Cygwin-implementatie van de X-server voor Windows. Mac OS X-versies voor 10.5 ("Leopard") leveren een XFree86-gebaseerde server mee, maar vanaf versie 10.5 is deze grafische server ook gebaseerd op X.Org.